# Liste der Kulturdenkmäler in Hamburg-Neustadt (Nord)
Die Liste der Kulturdenkmäler in Hamburg-Neustadt (Nord) enthält die in der Denkmalliste ausgewiesenen Denkmäler in den Ortsteilen 106 und 108 des Stadtteils Neustadt der Freien und Hansestadt Hamburg.
Hinweis: Die Reihenfolge der Denkmäler in dieser Liste orientiert sich an den Straßennamen und ist alternativ nach Denkmallistennummer, Art (Objekt oder Ensemble), Typ, Datierung, Entwurf oder Beschreibung sortierbar.
Basis ist der Datensatz Denkmalliste Hamburg auf dem Open Data Portal Hamburg. Dieser enthält alle Objekte, die rechtskräftig nach dem Hamburger Denkmalschutzgesetz unter Denkmalschutz stehen (§ 6 Abs. 1 DSchG HA) oder zumindest zeitweise standen. Die Denkmalliste steht auch als PDF-Dokument zur Verfügung.
Alle Denkmäler in den Ortsteilen 106 und 108, die schon vor der Novelle des Denkmalschutzgesetzes unter Denkmalschutz standen, sind auch auf der Liste der Kulturdenkmäler im Hamburger Bezirk Hamburg-Mitte zu finden.
In der Spalte Lfd. Nr. ist die eindeutige Identifikationsnummer des Denkmals zu finden (in Klammern gegebenenfalls die Denkmalnummer nach altem Denkmalschutzgesetz). In der Spalte Art ist angegeben, ob es sich um ein Objekt („O“) oder ein Ensemble („E“) handelt. In der Spalte Ensemble ist ggf. die Nummer der Ensembles angegeben, zu der das Objekt gehört, bzw. bei Ensembles die Nummer des Ensembles selbst.
| ID           | Adresse | Art | Typ                                                                    | Kurzbeschreibung | Datierung                                                                              | Entwurf                                                                                          | Ensemble     | Bild           |
| ------------ | --- | --- | ---------------------------------------------------------------------- | --- | -------------------------------------------------------------------------------------- | ------------------------------------------------------------------------------------------------ | ------------ | -------------- |
| 12092        | ABC-Straße 12 (Lage) | O   | Wohnhaus                                                               | | 19. Jh., 1. Hälfte                                                                     |                                                                                                  |              |                |
| 12502 (944)  | ABC-Straße 47 (Lage) | O   | Armenhaus                                                              | | 1898/1899                                                                              | Zimmermann, Carl Johann Christian                                                                |              |                |
| 29972        | ABC-Straße 50, 51, Neue ABC-Straße 1, 2, 3, 4, 5, 6, 7 (Lage) | E   |                                                                        | ABC-Straße / Neue ABC-Straße |                                                                                        |                                                                                                  | 29972        |                |
| 12503 (1616) | ABC-Straße 50 (Lage) | O   | Wohnhaus (mit Laden)                                                   | | 1830, um                                                                               |                                                                                                  | 29972        |                |
| 12504 (1616) | ABC-Straße 51 (Lage) | O   | Wohnhaus (mit Laden)                                                   | | 1830, um                                                                               |                                                                                                  | 29972        |                |
| 29944        | Alsterarkaden 9, 10, 11, 11a, 12, 13, o.Nr., Neuer Wall 11, 13, 15, 17, 19, Schleusenbrücke 10 (Lage) | E   |                                                                        | Alsterarkaden | 1843–1846                                                                              |                                                                                                  | 29944        |                |
| 11919 (340)  | Alsterarkaden 9 (Lage) | O   | Wohngeschäftshaus; Arkaden                                             | | 1843–1846                                                                              |                                                                                                  | 29944        |                |
| 11920 (341)  | Alsterarkaden 10 (Lage) | O   | Wohngeschäftshaus; Arkaden                                             | | 1843–1846                                                                              |                                                                                                  | 29944        |                |
| 11921 (342)  | Alsterarkaden 11 (Lage) | O   | Wohngeschäftshaus; Arkaden                                             | | 1843–1846; 1990–1993 (Wiederaufbau)                                                    |                                                                                                  | 29944        |                |
| 11922 (343)  | Alsterarkaden 11a (Lage) | O   | Wohngeschäftshaus; Arkaden                                             | | 1843–1846; 1990–1993 (Wiederaufbau)                                                    |                                                                                                  | 29944        |                |
| 11923 (344)  | Alsterarkaden 12 (Lage) | O   | Wohngeschäftshaus; Arkaden                                             | | 1843–1846                                                                              |                                                                                                  | 29944        |                |
| 11924 (345)  | Alsterarkaden 13 (Lage) | O   | Wohngeschäftshaus; Arkaden                                             | | 1843–1846                                                                              |                                                                                                  | 29944        |                |
| 11926 (317)  | Alsterarkaden o.Nr. (Lage) | O   | Arkadengang                                                            | | 1843–1846                                                                              |                                                                                                  | 29944        |                |
| 13830 (346)  | Alsterarkaden o.Nr. (Lage) | O   | Gebäudeteile                                                           | Fahning-Haus | 19. Jh., vermutl.                                                                      |                                                                                                  |              | BW             |
| 29945        | Alsterarkaden 27, Neuer Wall 41, 43 (Lage) | E   |                                                                        | Alsterarkaden 27 / Neuer Wall 43, Neuer Wall 41 |                                                                                        |                                                                                                  | 29945        | BW             |
| 11925        | Alsterarkaden 27, Neuer Wall 43 (Lage) | O   | Kontorhaus                                                             | | 1951–1958                                                                              | Nissen, Godber                                                                                   | 29945        |                |
| 29927        | Alstertor 23, Ballindamm 1, 3, 5, 6, 7, 8, 9, 11, 13, 14, 15, 17, 25, 26, 27, 33, 34, 35, 36, 37, 38, 39, 40, Bei der Stadtwassermühle 5, 6, 7, Bergstraße 28, Colonnaden 1, 4, Esplanade 2, 4, Fehlandtstraße 2, Ferdinandstraße 32, 36, 38, 40, 56, 58, 62, Gertrudenstraße 17, Glockengießerwall 28, Große Bleichen 2, 16, Große Theaterstraße 50, Jungfernstieg 1, 7, 12, 14, 15, 18, 20, 22, 25, 26, 30, 34, 38, 51, 54, Kirchenallee 57, 58, Lombardsbrücke o.Nr., Neuer Jungfernstieg 5, 6, 6a, 7, 8, 9, 10, 14, 15, 16, 17, 17a, 19, 21, auf der Terrasse an der Westecke des Binnenalsterbeckens, Neuer Wall 1, 2, 3, 5, 10, Plan 6, Reesendamm 3, Reesendammbrücke o.Nr., Binnenalster (Lage) | E   |                                                                        | Binnenalster |                                                                                        |                                                                                                  | 29927        | weitere Bilder |
| 14781        | Am Elbpavillon o.Nr., Helgoländer Allee o.Nr., Kuhberg o.Nr., Millerntordamm o.Nr., Venusberg o.Nr. (Lage) | O   | Park                                                                   | Alter Elbpark, östlicher Teil | 17.–20. Jh.                                                                            |                                                                                                  | 29962        | BW             |
| 11955 (461)  | Am Elbpavillon o.Nr., Helgoländer Allee o.Nr. (Lage) | O   | Denkmal                                                                | Bismarck-Denkmal | 1905                                                                                   | Schaudt, Emil/Lederer, Hugo                                                                      | 29962        |                |
| 12027 (1103) | Axel-Springer-Platz 1 (Lage) | O   | Bürogebäude (Verlag)                                                   | Springer-Haus | 1956                                                                                   | Streb, Ferdinand                                                                                 |              |                |
| 29948        | Bäckerbreitergang 49, 50, 51, 52, 52a, 53, 54, 54a, 55, 56, 56a, 57, 58, Dragonerstall 9, 10 (Lage) | E   |                                                                        | Bäckerbreitergang / Dragonerstall |                                                                                        |                                                                                                  | 29948        |                |
| 11933 (404)  | Bäckerbreitergang 49 (Lage) | O   | Reihenhaus                                                             | | 17. Jh., Mitte                                                                         |                                                                                                  | 29948        |                |
| 11934 (404)  | Bäckerbreitergang 50 (Lage) | O   | Reihenhaus                                                             | | 17. Jh., Mitte                                                                         |                                                                                                  | 29948        |                |
| 11935 (404)  | Bäckerbreitergang 51 (Lage) | O   | Reihenhaus                                                             | | 19. Jh., Anfang                                                                        |                                                                                                  | 29948        |                |
| 11936 (404)  | Bäckerbreitergang 52 (Lage) | O   | Reihenhaus                                                             | | 19. Jh., Anfang                                                                        |                                                                                                  | 29948        |                |
| 11937 (404)  | Bäckerbreitergang 52a (Lage) | O   | Reihenhaus                                                             | | 19. Jh., Anfang                                                                        |                                                                                                  | 29948        |                |
| 11938 (404)  | Bäckerbreitergang 53 (Lage) | O   | Reihenhaus                                                             | | 19. Jh., Anfang                                                                        |                                                                                                  | 29948        |                |
| 11939 (404)  | Bäckerbreitergang 54 (Lage) | O   | Reihenhaus                                                             | | 19. Jh., Anfang                                                                        |                                                                                                  | 29948        |                |
| 11940 (404)  | Bäckerbreitergang 54a (Lage) | O   | Reihenhaus                                                             | | 19. Jh., Anfang                                                                        |                                                                                                  | 29948        |                |
| 11941 (404)  | Bäckerbreitergang 55 (Lage) | O   | Reihenhaus                                                             | | 19. Jh., Anfang                                                                        |                                                                                                  | 29948        |                |
| 11942 (404)  | Bäckerbreitergang 56 (Lage) | O   | Reihenhaus                                                             | | 19. Jh., Anfang                                                                        |                                                                                                  | 29948        |                |
| 11943 (404)  | Bäckerbreitergang 56a (Lage) | O   | Reihenhaus                                                             | | 19. Jh., Anfang                                                                        |                                                                                                  | 29948        |                |
| 11944 (404)  | Bäckerbreitergang 57 (Lage) | O   | Reihenhaus                                                             | | 19. Jh., Anfang                                                                        |                                                                                                  | 29948        |                |
| 11945 (404)  | Bäckerbreitergang 58 (Lage) | O   | Reihenhaus                                                             | | 19. Jh., Anfang                                                                        |                                                                                                  | 29948        |                |
| 29194        | Bei der Stadtwassermühle 1, Poststraße 2, 4 (Lage) | O   | Kontorhaus                                                             | Hübner-Haus | 1908/1909                                                                              | Grell, Henry                                                                                     |              |                |
| 29169        | Bei der Stadtwassermühle 3, 4, Neuer Wall 18 (Lage) | O   | Kontorhaus                                                             | Hildebrand-Haus | 1907–1908                                                                              | Frejtag & Wurzbach (Frejtag, Leon/Wurzbach, Hermann); Radel, George/Jacobssen, Franz             |              |                |
| 29170        | Bei der Stadtwassermühle 5, Jungfernstieg 12, Neuer Wall 10 (Lage) | O   | Kontorhaus                                                             | Gutrufhaus | 1913–1914                                                                              | Bach, Franz/Bach, Max                                                                            | 29927        |                |
| 29171        | Bei der Stadtwassermühle 6, 7, Jungfernstieg 15, 18, 20 (Lage) | O   | Kaufhaus                                                               | Alsterhaus | 1911–1912, 2004 (Umbau)                                                                | Cremer, Wilhelm/Wolffenstein, Richard, (Umbau 2004) Heine & Breuer                               | 29927        | weitere Bilder |
| 29973        | Bei Schuldts Stift 1, 2, Enckeplatz 2, Hütten 2, 4, 6, 8, 10, 12, Pilatuspool 14, 16, 18, 20, 22, 24 (Lage) | E   |                                                                        | Abraham-Philipp-Schuldt-Stift Pilatuspool |                                                                                        |                                                                                                  | 29973        |                |
| 12507        | Bei Schuldts Stift 1 (Lage) | O   | Stift                                                                  | Abraham-Philipp-Schuldt-Stiftung | 1895–1896                                                                              | Fitschen, Hinrich                                                                                | 29973        |                |
| 12508        | Bei Schuldts Stift 2 (Lage) | O   | Stift                                                                  | Abraham-Philipp-Schuldt-Stiftung | 1895–1896                                                                              | Fitschen, Hinrich                                                                                | 29973        |                |
| 29958        | Bleichenbrücke 17a, 17b, Neuer Wall 86, 88, Stadthausbrücke 4, 8, 10 | E   |                                                                        | Bleichenbrücke / Neuer Wall / Stadthausbrücke |                                                                                        |                                                                                                  | 29958        | weitere Bilder |
| 14983 (64)   | Bleichenbrücke 17a (Lage) | O   | Verwaltungsgebäude                                                     | Stadthaus | 1893                                                                                   | Zimmermann, Carl Johann Christian                                                                | 29958        |                |
| 14984 (64)   | Bleichenbrücke 17b (Lage) | O   | Verwaltungsgebäude                                                     | Stadthaus | 1893                                                                                   | Zimmermann, Carl Johann Christian                                                                | 29958        |                |
| 38948        | Bleichenbrücke o.Nr. (Lage) | E   |                                                                        | Bleichenbrücke mit Kandelabern |                                                                                        |                                                                                                  | 38948        | weitere Bilder |
| 12509        | Bleichenbrücke o.Nr. (Lage) | O   | Brücke                                                                 | Bleichenbrücke | 1844–1845                                                                              | Maack, Johann Hermann                                                                            | 38948        |                |
| 12510 (296)  | Bleichenbrücke o.Nr. (Lage) | O   | Kandelaber                                                             | Kandelaber der Bleichenbrücke | 1856                                                                                   |                                                                                                  | 38948        |                |
| 12366 (1908) | Büschstraße 9 (Lage) | O   | Wohnhaus                                                               | | 1841/1842; sp. 19./20. Jh. (Umbau)                                                     | Averdiek, Eduard                                                                                 |              |                |
| 12021        | Caffamacherreihe gegenüber von Nr. 8 (Lage) | O   | Denkmal                                                                | Denkmal für Johannes Brahms | 1958                                                                                   |                                                                                                  |              |                |
| 29957        | Caffamacherreihe 37, 39, 43, 45, 47, 49, Speckstraße 83, 85, 87, Valentinskamp 28a, 28b (Lage) | E   |                                                                        | Caffamacherreihe 37-49, Speckstraße 83-87, Valentinskamp 28 a-b |                                                                                        |                                                                                                  | 29957        |                |
| 12369 (1277) | Caffamacherreihe 37 (Lage) | O   | Etagengeschäftshaus                                                    | | 1886, ca.                                                                              | Feindt, Carl                                                                                     | 29957        |                |
| 12370 (1277) | Caffamacherreihe 39 (Lage) | O   | Etagengeschäftshaus                                                    | | 1886, ca.                                                                              | Feindt, Carl                                                                                     | 29957        |                |
| 12371 (1277) | Caffamacherreihe 43 (Lage) | O   | Etagengeschäftshaus                                                    | | 1886, ca.                                                                              | Feindt, Carl                                                                                     | 29957        |                |
| 12530 (1277) | Caffamacherreihe 45 (Lage) | O   | Etagengeschäftshaus                                                    | | 1886, ca.                                                                              | Feindt, Carl                                                                                     | 29957        |                |
| 12531 (1277) | Caffamacherreihe 47 (Lage) | O   | Etagengeschäftshaus                                                    | | 1886, ca.                                                                              | Feindt, Carl                                                                                     | 29957        |                |
| 12532 (1277) | Caffamacherreihe 49 (Lage) | O   | Etagengeschäftshaus                                                    | | 1886, ca.                                                                              | Feindt, Carl                                                                                     | 29957        |                |
| 12533 (574)  | Colonnaden 1 (Lage) | O   | Etagengeschäftshaus                                                    | Prien-Haus | 1935                                                                                   | Elinigius & Schramm (Elingius, Erich/Schramm, Gottfried)                                         | 29927        |                |
| 29951 (574)  | Colonnaden 3, 4, 5, 9, 10, 12, 13, 14, 15, 16, 18, 19, 20, 21, 22, 24, 25, 26, 28, 36, 37, 40, 43, 45, 46, 47, 48, 49, 50, 52, 54, 56, 58, 60, 62, 64, 68, 70, 96, 104, 108, o.Nr., Esplanade 23, Große Theaterstraße 14, 37, Neuer Jungfernstieg 5 (Lage) | E   |                                                                        | Colonnaden |                                                                                        |                                                                                                  | 29951        | weitere Bilder |
| 12534 (574)  | Colonnaden 3 (Lage) | O   | Etagengeschäftshaus                                                    | | 1877/79                                                                                | Hauers & Hüser (Hauers, Wilhelm/Hüser, Wilhelm)                                                  | 29951        |                |
| 12213 (574)  | Colonnaden 4 (Lage) | O   | Etagengeschäftshaus                                                    | | 1877/79                                                                                | Elvers & Martens (Elvers, Carl/Martens, Walter)                                                  | 29927, 29951 |                |
| 12535 (574)  | Colonnaden 5 (Lage) | O   | Etagengeschäftshaus                                                    | | 1879/80                                                                                | Hauers, Wilhelm                                                                                  | 29951        |                |
| 12536 (574)  | Colonnaden 9 (Lage) | O   | Etagengeschäftshaus                                                    | | 1877/78                                                                                | Hauers, Wilhelm                                                                                  | 29951        |                |
| 12539 (574)  | Colonnaden 10 (Lage) | O   | Etagengeschäftshaus                                                    | | 1877/79                                                                                | Necker, Adolph Theodor                                                                           | 29951        |                |
| 12540 (574)  | Colonnaden 12 (Lage) | O   | Etagengeschäftshaus                                                    | | 1877/79                                                                                | Necker, Adolph Theodor                                                                           | 29951        | BW             |
| 12537 (574)  | Colonnaden 13 (Lage) | O   | Etagengeschäftshaus                                                    | | 1877/78                                                                                | Hauers, Wilhelm                                                                                  | 29951        |                |
| 12541 (574)  | Colonnaden 14 (Lage) | O   | Etagengeschäftshaus                                                    | | 1877/79                                                                                | Necker, Adolph Theodor                                                                           | 29951        |                |
| 12538 (574)  | Colonnaden 15 (Lage) | O   | Etagengeschäftshaus                                                    | | 1885                                                                                   | Klücher, Albert                                                                                  | 29951        |                |
| 12542 (574)  | Colonnaden 16 (Lage) | O   | Etagengeschäftshaus                                                    | | 1877/79                                                                                | Necker, Adolph Theodor                                                                           | 29951        |                |
| 12543 (574)  | Colonnaden 18 (Lage) | O   | Etagengeschäftshaus                                                    | | 1877/79                                                                                | Necker, Adolph Theodor                                                                           | 29951        |                |
| 12201 (574)  | Colonnaden 19 (Lage) | O   | Etagengeschäftshaus                                                    | | 1885                                                                                   | Heyn, J. B.                                                                                      | 29951        |                |
| 12544 (574)  | Colonnaden 20 (Lage) | O   | Etagengeschäftshaus                                                    | | 1877/79                                                                                | Necker, Adolph Theodor                                                                           | 29951        |                |
| 12202 (574)  | Colonnaden 21 (Lage) | O   | Etagengeschäftshaus                                                    | | 1878/79                                                                                | Elvers & Martens (Elvers, Carl/Martens, Walter)                                                  | 29951        |                |
| 12545 (574)  | Colonnaden 22 (Lage) | O   | Etagengeschäftshaus                                                    | | 1877/79                                                                                | Necker, Adolph Theodor                                                                           | 29951        |                |
| 12546 (574)  | Colonnaden 24 (Lage) | O   | Etagengeschäftshaus                                                    | | 1878/80                                                                                | Jordan & Heim (Jordan, Ferdinand August Georg/Heim, Adolf Valentin August)                       | 29951        |                |
| 12203 (574)  | Colonnaden 25 (Lage) | O   | Etagengeschäftshaus                                                    | | 1878/79                                                                                | Elvers & Martens (Elvers, Carl/Martens, Walter)                                                  | 29951        |                |
| 12547 (574)  | Colonnaden 26 (Lage) | O   | Etagengeschäftshaus                                                    | | 1878/80                                                                                | Jordan & Heim (Jordan, Ferdinand August Georg/Heim, Adolf Valentin August)                       | 29951        |                |
| 12548 (574)  | Colonnaden 28 (Lage) | O   | Etagengeschäftshaus                                                    | | 1878/80                                                                                | Jordan & Heim (Jordan, Ferdinand August Georg/Heim, Adolf Valentin August)                       | 29951        |                |
| 12549 (574)  | Colonnaden 36 (Lage) | O   | Etagengeschäftshaus                                                    | | 1878/80                                                                                | Jordan & Heim (Jordan, Ferdinand August Georg/Heim, Adolf Valentin August)                       | 29951        |                |
| 12205 (574)  | Colonnaden 37 (Lage) | O   | Etagengeschäftshaus                                                    | | 1877/78                                                                                | Elvers & Martens (Elvers, Carl/Martens, Walter)                                                  | 29951        |                |
| 12550 (574)  | Colonnaden 40 (Lage) | O   | Etagengeschäftshaus                                                    | | 1878/80                                                                                | Jordan & Heim (Jordan, Ferdinand August Georg/Heim, Adolf Valentin August)                       | 29951        |                |
| 12208 (574)  | Colonnaden 43 (Lage) | O   | Etagengeschäftshaus                                                    | | 1878/78                                                                                |                                                                                                  | 29951        |                |
| 12209 (574)  | Colonnaden 45 (Lage) | O   | Etagengeschäftshaus                                                    | | 1878                                                                                   | Bahre & Querfeld (Bahre, Ricardo/Querfeld, Carl)                                                 | 29951        |                |
| 12551 (574)  | Colonnaden 46 (Lage) | O   | Etagengeschäftshaus                                                    | | 1878/80                                                                                | Jordan & Heim (Jordan, Ferdinand August Georg/Heim, Adolf Valentin August)                       | 29951        |                |
| 12210 (574)  | Colonnaden 47 (Lage) | O   | Etagengeschäftshaus                                                    | | 1878/80                                                                                | Bahre & Querfeld (Bahre, Ricardo/Querfeld, Carl)                                                 | 29951        |                |
| 12552 (574)  | Colonnaden 48 (Lage) | O   | Etagengeschäftshaus                                                    | | 1878/80                                                                                | Jordan & Heim (Jordan, Ferdinand August Georg/Heim, Adolf Valentin August)                       | 29951        | BW             |
| 12211 (574)  | Colonnaden 49 (Lage) | O   | Etagengeschäftshaus                                                    | | 1878/80                                                                                |                                                                                                  | 29951        |                |
| 12553 (574)  | Colonnaden 50 (Lage) | O   | Etagengeschäftshaus                                                    | | 1877/78                                                                                | E. & A. Wex Commandit-Gesellschaft (vermutl.)                                                    | 29951        | BW             |
| 12554 (574)  | Colonnaden 52 (Lage) | O   | Etagengeschäftshaus                                                    | | 1877/78                                                                                | E. & A. Wex Commandit-Gesellschaft (vermutl.)                                                    | 29951        | BW             |
| 12555 (574)  | Colonnaden 54 (Lage) | O   | Etagengeschäftshaus                                                    | | 1877/78                                                                                | E. & A. Wex Commandit-Gesellschaft (vermutl.)                                                    | 29951        |                |
| 12556 (574)  | Colonnaden 56 (Lage) | O   | Etagengeschäftshaus                                                    | | 1877/78                                                                                | E. & A. Wex Commandit-Gesellschaft (vermutl.)                                                    | 29951        | BW             |
| 12557 (574)  | Colonnaden 58 (Lage) | O   | Etagengeschäftshaus                                                    | | 1877/78                                                                                | E. & A. Wex Commandit-Gesellschaft (vermutl.)                                                    | 29951        | BW             |
| 12558 (574)  | Colonnaden 60 (Lage) | O   | Etagengeschäftshaus                                                    | | 1878                                                                                   | Grell, Heinrich Martin Christian (vermutl.)                                                      | 29951        |                |
| 12559 (574)  | Colonnaden 62 (Lage) | O   | Etagengeschäftshaus                                                    | | 1878                                                                                   | Grell, Heinrich Martin Christian (vermutl.)                                                      | 29951        | BW             |
| 12560 (574)  | Colonnaden 64 (Lage) | O   | Etagengeschäftshaus                                                    | | 1878                                                                                   | Grell, Heinrich Martin Christian (vermutl.)                                                      | 29951        |                |
| 12561 (574)  | Colonnaden 68 (Lage) | O   | Etagengeschäftshaus                                                    | | 1877/78                                                                                | Grotjan, Johannes Martin Friedrich                                                               | 29951        |                |
| 12562 (574)  | Colonnaden 70 (Lage) | O   | Etagengeschäftshaus                                                    | | 1877/78                                                                                | Grotjan, Johannes Martin Friedrich                                                               | 29951        |                |
| 12564 (574)  | Colonnaden 96 (Lage) | O   | Etagengeschäftshaus                                                    | | 1878/79                                                                                | Bahre & Querfeld (Bahre, Ricardo/Querfeld, Carl)                                                 | 29951        |                |
| 12565 (574)  | Colonnaden 104 (Lage) | O   | Etagengeschäftshaus                                                    | | 1877/79                                                                                | Schmidt, Heinrich                                                                                | 29951        |                |
| 12566 (574)  | Colonnaden 108 (Lage) | O   | Etagengeschäftshaus                                                    | | 1877/78                                                                                | Elvers & Martens (Elvers, Carl/Martens, Walter)                                                  | 29951        |                |
| 39109        | Dammtordamm o.Nr., bei Nr. 1 | E   |                                                                        | Gustav-Mahler-Park |                                                                                        |                                                                                                  | 39109        |                |
| 14783        | Dammtordamm o.Nr. (Lage) | O   | Park                                                                   | Gustav-Mahler-Park (Parkanlage) | 17.–20. Jh.                                                                            |                                                                                                  | 39109        |                |
| 12937        | Dammtordamm o.Nr., Gustav Mahler Park (Lage) | O   | Kunst im öffentlichen Raum, Lichtobjekt                                | | 1926 (vermutl.)                                                                        | Dexel, Walter                                                                                    |              | weitere Bilder |
| 12936        | Dammtordamm o.Nr. (Lage) | O   | Plastik                                                                | Bronzeplastik „Rugby-Spieler“ | 1970                                                                                   | Augustin, Edgar                                                                                  |              |                |
| 12568 (31)   | Dammtordamm bei Nr. 1 (Lage) | O   | Denkmal                                                                | Schiller-Denkmal | 1866                                                                                   | Lippelt, Julius/Boerner, Carl                                                                    | 39109        |                |
| 12569 (519)  | Dammtordamm 2 (Lage) | O   | Polizeiwache                                                           | Dammtorwache | 1879                                                                                   |                                                                                                  |              |                |
| 29975        | Dammtordamm südlich von Nr. 2 | E   |                                                                        | Denkmale Dammtordamm / Stephansplatz |                                                                                        |                                                                                                  | 29975        |                |
| 39173        | Dammtordamm südlich von Nr. 2 (Lage) | O   | Denkmalanlage                                                          | Kriegerdenkmal für die Gefallenen des Hamburgischen Infanterie-Regiments Nr. 76 | 1936–1959                                                                              | Kuöhl, Richard                                                                                   | 29975        | weitere Bilder |
| 12023        | Dammtordamm südlich von Nr. 2 (Lage) | O   | Denkmal                                                                | Denkmal für die Opfer von Krieg und Faschismus, Gegendenkmal zum Gefallenendenkmal des 76. Infanterieregiments | 1985                                                                                   | Hrdlicka, Alfred                                                                                 | 29975        |                |
| 39105 (1132) | Dammtordamm o.Nr., Gorch-Fock-Wall o.Nr., im Alten Botanischen Garten, Jungiusstraße o.Nr., Marseiller Straße o.Nr., im Alten Botanischen Garten | E   |                                                                        | Alter Botanischer Garten |                                                                                        |                                                                                                  | 39105        |                |
| 12097 (1132) | Dammtordamm o.Nr., Gorch-Fock-Wall o.Nr., Jungiusstraße o.Nr., Marseiller Straße o.Nr. (Lage) | O   | Botanischer Garten (Parkanlage)                                        | Alter Botanischer Garten (Parkanlage) | 1962–1963                                                                              | Plomin, Karl/Lüttge, Gustav (u. a.)                                                              | 39105        | BW             |
| 29176        | Dammtorstraße 14, 15, Dammtorwall 1 (Lage) | O   | Kontorhaus                                                             | Dammtorhaus | 1908; 1912                                                                             | Frejtag, Wurzbach & Elingius (Frejtag, Leon/Wurzbach, Hermann/Elingius, Erich)                   |              |                |
| 12571        | Dammtorstraße 20 (Lage) | O   | Wohngeschäftshaus                                                      | | 1886, um                                                                               |                                                                                                  |              |                |
| 12572        | Dammtorstraße 21 (Lage) | O   | Wohngeschäftshaus                                                      | | 1886                                                                                   | Rieck, G. L.                                                                                     |              |                |
| 12573        | Dammtorstraße 22 (Lage) | O   | Wohngeschäftshaus                                                      | | 1886, um                                                                               |                                                                                                  |              |                |
| 12574        | Dammtorstraße 23 (Lage) | O   | Wohnhaus                                                               | | 1860, um; 1880, um (Umbau / Nutzungsänderung); 1704 (Giebelinschrift)                  |                                                                                                  |              |                |
| 12575 (1654) | Dammtorstraße 25 (Lage) | O   | Verwaltungsgebäude                                                     | Ehemaliges Dienstgebäude der Oberschulbehörde Hamburg | 1911–1913                                                                              | Schumacher, Fritz                                                                                |              |                |
| 29177 (1723) | Dammtorstraße 27, Große Theaterstraße 30 (Lage) | O   | Wohngeschäftshaus                                                      | Schwan-Apotheke | 1911–1912                                                                              | Jacob & Ameis (Jacob, Alfred/Ameis, Otto)                                                        |              | weitere Bilder |
| 12576 (615)  | Dammtorstraße 28, Große Theaterstraße 27 (Lage) | O   | Operngebäude                                                           | Staatsoper | 1953/55                                                                                | Weber, Gerhard                                                                                   |              | weitere Bilder |
| 14855 (1675) | Dammtorstraße 30 (Lage) | O   | Kinosaal                                                               | Metropolis Kino | 1951/52                                                                                | Bräger, J.                                                                                       |              | BW             |
| 14992 (1666) | Dammtorstraße 33, 35 (Lage) | O   | Wohn- und Geschäftshaus                                                | | 1881                                                                                   | Heim, Adolf Valentin August                                                                      |              |                |
| 29978        | Dammtorwall 4, 12, 14, Gorch-Fock-Wall 1a, 3, 5, 7, Jungiusstraße 2, Stephansplatz 1, 3, 5 | E   |                                                                        | Postgebäude Stephansplatz |                                                                                        |                                                                                                  | 29978        | weitere Bilder |
| 12581 (1115) | Dammtorwall 4, Gorch-Fock-Wall 1a (Lage) | O   | Postgebäude                                                            | Oberpostdirektion, ehem. | 1883–1887; 1898–1901; 1918–1929                                                        |                                                                                                  | 29978        |                |
| 29976        | Dammtorwall 9, 11, 13, Drehbahn 36 (Lage) | E   |                                                                        | Dienstgebäude Justizbehörde und Post-Zollabfertigungsstelle |                                                                                        |                                                                                                  | 29976        | weitere Bilder |
| 12577        | Dammtorwall 9 (Lage) | O   | Verwaltungsgebäude / Betriebsgebäude (Post-/Zollabfertigung)           | Dienstgebäude für die Justizbehörde und Post-Zollabfertigungsstelle | 1913–1916; 1915–1917; 1926–1927                                                        | Schumacher, Fritz                                                                                | 29976        |                |
| 12578        | Dammtorwall 11 (Lage) | O   | Verwaltungsgebäude / Betriebsgebäude (Post-/Zollabfertigung)           | Dienstgebäude für die Justizbehörde und Post-Zollabfertigungsstelle | 1913–1916; 1915–1917; 1926–1927                                                        | Schumacher, Fritz                                                                                | 29976        |                |
| 12582 (1115) | Dammtorwall 12 (Lage) | O   | Postgebäude                                                            | Oberpostdirektion, ehem. | 1883–1887; 1898–1901; 1918–1929                                                        |                                                                                                  | 29978        |                |
| 12579        | Dammtorwall 13 (Lage) | O   | Verwaltungsgebäude / Betriebsgebäude (Post-/Zollabfertigung)           | Dienstgebäude für die Justizbehörde und Post-Zollabfertigungsstelle | 1913–1916; 1915–1917; 1926–1927                                                        | Schumacher, Fritz                                                                                | 29976        |                |
| 12583 (1115) | Dammtorwall 14 (Lage) | O   | Postgebäude                                                            | Oberpostdirektion, ehem. | 1883–1887; 1898–1901; 1918–1929                                                        |                                                                                                  | 29978        |                |
| 29977        | Dammtorwall 15, vor Nr. 15 (Lage) | E   |                                                                        | Unilever-Haus |                                                                                        |                                                                                                  | 29977        | weitere Bilder |
| 12580 (1269) | Dammtorwall 15 (Lage) | O   | Bürogebäude                                                            | Unilever-Haus, ehem. | 1961–1963                                                                              | Hentrich & Petschnigg (Hentrich, Helmut/Petschnigg, Hubert)                                      | 29977        |                |
| 11996        | Dammtorwall vor Nr. 15 (Lage) | O   | Plastik                                                                | Flügelstern-Plastik | 1964, um                                                                               | Hartung, Hans (Künstler)                                                                         | 29977        | weitere Bilder |
| 29979        | Dammtorwall 16, Gorch-Fock-Wall 11 | E   |                                                                        | Generalzolldirektion Gorch-Fock-Wall / Dammtorwall |                                                                                        |                                                                                                  | 29979        | weitere Bilder |
| 12584        | Dammtorwall 16 (Lage) | O   | Verwaltungsgebäude                                                     | Generalzolldirektion, ehem. | 1888–1891                                                                              | Zimmermann, Carl Johann Christian                                                                | 29979        |                |
| 29178        | Dammtorwall 30, Gorch-Fock-Wall 15, 17 (Lage) | O   | Verwaltungsgebäude                                                     | Dienstgebäude der Behörde für das Versicherungswesen, ehem. | 1894–1895                                                                              | Zimmermann, Carl Johann Christian                                                                |              | weitere Bilder |
| 29179 (616)  | Dammtorwall 46, Gorch-Fock-Wall 21, Johannes-Brahms-Platz o.Nr. (Lage) | O   | Konzertgebäude                                                         | Laeisz-Halle | 1904–1908                                                                              | Haller, Martin/Meerwein, Wilhelm Emil                                                            |              | weitere Bilder |
| 12590 (404)  | Dragonerstall 9 (Lage) | O   | Wohnhaus                                                               | | 19. Jh., Anfang                                                                        |                                                                                                  | 29948        |                |
| 13842 (404)  | Dragonerstall 10 (Lage) | O   | Wohnhaus                                                               | | 19. Jh., Anfang                                                                        |                                                                                                  | 29948        |                |
| 30109        | Dragonerstall 11, 12, 13 | E   |                                                                        | Dragonerstall 11-13 |                                                                                        |                                                                                                  | 30109        |                |
| 13843 (435)  | Dragonerstall 11 (Lage) | O   | Wohnhaus                                                               | | 1820, um                                                                               |                                                                                                  | 30109        |                |
| 13844 (435)  | Dragonerstall 12 (Lage) | O   | Wohnhaus                                                               | | 1820, um                                                                               |                                                                                                  | 30109        |                |
| 13845 (435)  | Dragonerstall 13 (Lage) | O   | Wohnhaus                                                               | | 1820, um                                                                               |                                                                                                  | 30109        |                |
| 30018        | Dragonerstall 15, Johannes-Brahms-Platz 12, 14, Kaiser-Wilhelm-Straße 100 (Lage) | E   |                                                                        | Dragonerstall / Johannes-Brahms-Platz / Kaiser-Wilhelm-Straße |                                                                                        |                                                                                                  | 30018        | BW             |
| 13846        | Dragonerstall 15 (Lage) | O   | Bürogebäude                                                            | | 1956–1959                                                                              | Jönsson, Hans                                                                                    | 30018        |                |
| 13847        | Drehbahn 36 (Lage) | O   | Verwaltungsgebäude / Betriebsgebäude (Post-/Zollabfertigung)           | Dienstgebäude für die Justizbehörde und Post-Zollabfertigungsstelle | 1913–1916; 1915–1917; 1926–1927                                                        | Schumacher, Fritz                                                                                | 29976        | weitere Bilder |
| 29319 (1878) | Drehbahn 47, 48 (Lage) | O   | Postgebäude/Lagerhaus                                                  | (ehem. Postzeugamt), Vordergebäude und Hofbebauung | 1925–1930                                                                              | Teucke, Conrad (Postbauabteilung der Oberpostdirektion Hamburg)                                  |              |                |
| 12712        | Enckeplatz 1, Hütten 40 (Lage) | O   | Gefängnis                                                              | | 1858; 1889; 1926                                                                       | Forsmann, Franz Gustav                                                                           |              | weitere Bilder |
| 13849        | Enckeplatz 2 (Lage) | O   | Stift                                                                  | Abraham-Philipp-Schuldt-Stiftung | 1895–96                                                                                | Fitschen, Hinrich                                                                                | 29973        |                |
| 29183 (1596) | Esplanade 2, 4, Fehlandtstraße 2, Neuer Jungfernstieg 21 (Lage) | O   | Geschäftshaus, Kontorhaus (mit Tankstelle)                             | | 1908; 1937/38 (Umbau, Erweiterung)                                                     | Rambatz & Jolasse (Rambatz, Johann Gottlieb/Jolasse, Wilhelm); Schramm & Elingius                | 29927        |                |
| 29184        | Esplanade 6, Fehlandtstraße 6 (Lage) | O   | Kontorhaus                                                             | | 1913                                                                                   | Rambatz & Jolasse (Rambatz, Johann Gottlieb/Jolasse, Wilhelm)                                    |              |                |
| 13856        | Esplanade 11 (Lage) | O   | Gebäude                                                                | | 1930er Jahre                                                                           |                                                                                                  |              |                |
| 29981        | Esplanade 14, 15, 16, 17, 18, 20, 22 (Lage) | E   |                                                                        | Esplanade 14-22 |                                                                                        |                                                                                                  | 29981        |                |
| 13858 (1448) | Esplanade 14 (Lage) | O   | Wohnhaus                                                               | | 1830, um                                                                               |                                                                                                  | 29981        |                |
| 13859 (1448) | Esplanade 15 (Lage) | O   | Wohnhaus                                                               | | 1830, um                                                                               |                                                                                                  | 29981        |                |
| 13860 (1448) | Esplanade 16 (Lage) | O   | Wohnhaus                                                               | | 1830, um                                                                               |                                                                                                  | 29981        |                |
| 12591        | Esplanade 17 (Lage) | O   | Wohnhaus                                                               | | 1830, um                                                                               |                                                                                                  | 29981        |                |
| 12592        | Esplanade 18 (Lage) | O   | Wohnhaus                                                               | | 1830, um                                                                               |                                                                                                  | 29981        |                |
| 12593        | Esplanade 20 (Lage) | O   | Wohnhaus                                                               | | 1830, um                                                                               |                                                                                                  | 29981        |                |
| 12594        | Esplanade 22 (Lage) | O   | Wohnhaus                                                               | | 1830, um                                                                               |                                                                                                  | 29981        |                |
| 12595 (574)  | Esplanade 23 (Lage) | O   | Etagengeschäftshaus                                                    | | 1877/78                                                                                | Elvers & Martens (Elvers, Carl/Martens, Walter)                                                  | 29951        |                |
| 29301 (1273) | Esplanade 29, 30 (Lage) | O   | Wohngeschäftshaus; Speicher                                            | Doppelvorderhaus, Hofflügel und Doppelspeicher | 1830, um                                                                               |                                                                                                  |              |                |
| 29181 (1645) | Esplanade, Stephansplatz 8 (Lage) | O   | Geschäftshaus/Gaststätte                                               | | 1830, um                                                                               |                                                                                                  |              |                |
| 29182 (1851) | Esplanade 36, 36a, Stephansplatz 10 (Lage) | O   | Hotel                                                                  | | 1906–1907                                                                              | Boswau & Knauer/Rehnig, Otto/Blohm, Gustav Carl Eduard                                           |              |                |
| 12654 (323)  | Esplanade 37 (Lage) | O   | Wohnhaus                                                               | | 1827–1830                                                                              | Wimmel, Carl Ludwig                                                                              |              |                |
| 12655 (1325) | Esplanade 39 (Lage) | O   | Bürogebäude                                                            | BAT-Haus | 1959                                                                                   | Hentrich & Petschnigg (Hentrich, Helmut/Petschnigg, Hubert)                                      |              | weitere Bilder |
| 12656 (1326) | Esplanade 41 (Lage) | O   | Bürogebäude                                                            | Finnlandhaus | 1966                                                                                   | Hentrich & Petschnigg (Hentrich, Helmut/Petschnigg, Hubert)                                      |              | weitere Bilder |
| 12657 (669)  | Fehlandtstraße Ecke Neuer Jungfernstieg (Lage) | O   | Skulptur                                                               | | 1979                                                                                   | Zuniga, Francisco                                                                                |              |                |
| 29982        | Gänsemarkt 13, 19, 21, 22, 23, 30, 31, 33, 35, 36, 44, an der Ostseite des Platzes, Gerhofstraße 25, 27, 29, Neue ABC-Straße 11, 13 (Lage) | E   |                                                                        | Gänsemarkt / Gerhofstraße / Neue ABC-Straße / Lessing-Denkmal |                                                                                        |                                                                                                  | 29982        | weitere Bilder |
| 12660 (1863) | Gänsemarkt 13 (Lage) | O   | Wohnhaus                                                               | | 1867, um                                                                               |                                                                                                  | 29982        |                |
| 12661        | Gänsemarkt 19 (Lage) | O   | Etagengeschäftshaus                                                    | | 1881/82                                                                                | Elvers, Carl                                                                                     | 29982        |                |
| 12662        | Gänsemarkt 21, 22, 23 (Lage) | O   | Kontorhaus                                                             | Girardethaus | 1896                                                                                   | Puttfarcken & Janda (Puttfarcken, Harry R./Janda, Emil)                                          | 29982        | weitere Bilder |
| 13102        | Gänsemarkt nördlich von Nr. 21 (Lage) | O   | Grenzstein                                                             | | 1817                                                                                   |                                                                                                  |              |                |
| 14818        | Gänsemarkt 30, 31 (Lage) | O   | Gebäude                                                                | | 1860, um                                                                               |                                                                                                  | 29982        |                |
| 14819        | Gänsemarkt 33 (Lage) | O   | Gebäude                                                                | Nicol-Hof | 1905, um                                                                               | Brakhan, C./Rode, Carl                                                                           | 29982        |                |
| 12663        | Gänsemarkt 35 (Lage) | O   | Kontorhaus                                                             | Lessing-Haus | 1908–1909                                                                              | Schaudt, Emil/Lindenhorst, Albert                                                                | 29982        | weitere Bilder |
| 12664 (568)  | Gänsemarkt 36 (Lage) | O   | Verwaltungsgebäude                                                     | Finanzbehörde | 1919–1926                                                                              | Schumacher, Fritz                                                                                | 29982        |                |
| 12665        | Gänsemarkt 44 (Lage) | O   | Kontorhaus                                                             | | 1913                                                                                   | Speckbötel, Theodor                                                                              | 29982        |                |
| 12666 (347)  | Gänsemarkt an der Ostseite des Platzes (Lage) | O   | Denkmal                                                                | Lessing-Denkmal | 1881                                                                                   | Schaper, Friedrich                                                                               | 29982        | weitere Bilder |
| 29185        | Gerhofstraße 2, 6, 8 (Lage) | O   | Kontorhaus                                                             | Adlerhof | 1911, um                                                                               |                                                                                                  |              | weitere Bilder |
| 12312        | Gerhofstraße 25 (Lage) | O   | Etagengeschäftshaus                                                    | | 1881/82                                                                                | Elvers, Carl                                                                                     | 29982        | BW             |
| 12313        | Gerhofstraße 27 (Lage) | O   | Etagengeschäftshaus                                                    | | 1881/82                                                                                | Elvers, Carl                                                                                     | 29982        | BW             |
| 12314        | Gerhofstraße 29 (Lage) | O   | Etagengeschäftshaus                                                    | | 1881/82                                                                                | Elvers, Carl                                                                                     | 29982        |                |
| 39100        | Glacischaussee o.Nr., Holstenwall o.Nr., nördlich von Nr. 3, Sievekingplatz östlich von Nr. 1 | E   |                                                                        | Große Wallanlagen |                                                                                        |                                                                                                  | 39100        | BW             |
| 14782        | Glacischaussee o.Nr., Holstenwall o.Nr. (Lage) | O   | Befestigungsanlagen (Parkanlage)                                       | Große Wallanlagen (Parkanlage) | 17.–20. Jh.                                                                            |                                                                                                  | 39100        | BW             |
| 14785        | Glacischaussee o.Nr., Holstenwall o.Nr. (Lage) | O   | Pavillon/Teehaus                                                       | Teehaus in den Großen Wallanlagen | 1962/63                                                                                | Graaf, Heinz/Krusche, Paul                                                                       | 39100        | weitere Bilder |
| 12667 (1115) | Gorch-Fock-Wall 3 (Lage) | O   | Postgebäude                                                            | Oberpostdirektion, ehem. | 1883–1887; 1898–1901; 1918–1929                                                        |                                                                                                  | 29978        |                |
| 12668 (1115) | Gorch-Fock-Wall 5 (Lage) | O   | Postgebäude                                                            | Oberpostdirektion, ehem. | 1883–1887; 1898–1901; 1918–1929                                                        |                                                                                                  | 29978        |                |
| 12669 (1115) | Gorch-Fock-Wall 7 (Lage) | O   | Postgebäude                                                            | Oberpostdirektion, ehem. | 1883–1887; 1898–1901; 1918–1929                                                        |                                                                                                  | 29978        |                |
| 12670        | Gorch-Fock-Wall 11 (Lage) | O   | Verwaltungsgebäude                                                     | Generalzolldirektion, ehem. | 1888–1891                                                                              | Zimmermann, Carl Johann Christian                                                                | 29979        |                |
| 39108 (1132) | Gorch-Fock-Wall im Alten Botanischen Garten (Lage) | O   | Brücke (Fußgängerbrücke)                                               | Johan-van-Valckenburgh-Brücke | 1962–1963                                                                              | Hermkes, Bernhard/Becker, Gerhart                                                                | 39105        |                |
| 14784        | Gorch-Fock-Wall o.Nr. (Lage) | O   | Befestigungsanlagen (Parkanlage)                                       | Kleine Wallanlagen | 17.–20. Jh.                                                                            |                                                                                                  | 30212        | BW             |
| 29186        | Große Bleichen 2, Jungfernstieg 22, 25 (Lage) | O   | Wohnhaus                                                               | | 1842, nach; 1963, ab                                                                   | Fersenfeldt, Hermann Peter; Schramm, Gottfried                                                   | 29927        |                |
| 29188        | Große Bleichen 16, Jungfernstieg 26, 30 (Lage) | O   | Hotel/Kontorhaus                                                       | Hamburger Hof | 1881–1883                                                                              | Hanssen & Meerwein (Hanssen, Bernhard/Meerwein, Wilhelm Emil)                                    | 29927        | weitere Bilder |
| 29210 (46)   | Große Bleichen 17, Poststraße 9, 9b, 11 (Lage) | O   | Postgebäude                                                            | Alte Post | 1845–1847                                                                              | de Chateauneuf, Alexis                                                                           |              | weitere Bilder |
| 29187 (1904) | Große Bleichen 23, 25, 27 (Lage) | O   | Kontorhaus                                                             | Kaisergalerie | 1907–1909                                                                              | Großner, Emil                                                                                    |              |                |
| 29172        | Große Bleichen 36, Heuberg 2 (Lage) | O   | Kontorhaus                                                             | Broschek-Haus | 1925–1926                                                                              | Höger, Fritz                                                                                     |              | weitere Bilder |
| 12672 (574)  | Große Theaterstraße 14 (Lage) | O   | Etagengeschäftshaus                                                    | | 1878                                                                                   | Grell, Heinrich Martin Christian (vermutl.)                                                      | 29951        |                |
| 12673 (574)  | Große Theaterstraße 37 (Lage) | O   | Etagengeschäftshaus                                                    | | 1877/78                                                                                | Martens, H. F. (Elvers & Martens)                                                                | 29951        |                |
| 28598        | Große Theaterstraße 50 (Lage) | O   | Geschäftshaus                                                          | | 2005                                                                                   |                                                                                                  | 29927        | BW             |
| 12684 (1794) | Großneumarkt 16 (Lage) | O   | Wohngeschäftshaus                                                      | | 1875                                                                                   | Krohn, A. C. M.                                                                                  | 29955        |                |
| 12685 (711)  | Großneumarkt 37 (Lage) | O   | Etagengeschäftshaus                                                    | Pelikan-Apotheke | 1913                                                                                   | Jacob & Ameis (Jacob, Alfred/Ameis, Otto)                                                        |              |                |
| 12686        | Großneumarkt vor Nr. 37/38 (Lage) | O   | Toilettengebäude                                                       | | 1920er Jahre                                                                           |                                                                                                  |              |                |
| 29295 (1857) | Hohe Bleichen 15 (Lage) | O   | Wohnhaus                                                               | Stadthaus und Gartengrundstück | 1859                                                                                   |                                                                                                  |              |                |
| 12690        | Hohe Bleichen 17 (Lage) | O   | Bankgebäude                                                            | | 1896–1897                                                                              | Martens, Walter; Bütt/Giesecke, H.                                                               |              |                |
| 12691 (1582) | Hohe Bleichen 19 (Lage) | O   | Geschäftshaus/Kontorhaus                                               | | 1898                                                                                   |                                                                                                  |              |                |
| 12692        | Hohe Bleichen 21 (Lage) | O   | Kontorhaus (mit Wohnungen und Läden)                                   | | 1896                                                                                   | Fitschen, Hinrich                                                                                |              |                |
| 29189        | Hohe Bleichen 28, Poststraße 53 (Lage) | O   | Kontorhaus                                                             | | 1905, um                                                                               |                                                                                                  |              |                |
| 29983        | Holstenglacis 1, 1a, 3, 4, 5 (Lage) | E   |                                                                        | Untersuchungshaftanstalt Holstenglacis |                                                                                        |                                                                                                  | 29983        | weitere Bilder |
| 12697        | Holstenglacis 1 (Lage) | O   | Gefängnis                                                              | Untersuchungshaftanstalt | 1879–1882; 1911; 1920er Jahre                                                          |                                                                                                  | 29983        |                |
| 12698        | Holstenglacis 1a (Lage) | O   | Gefängnis                                                              | Untersuchungshaftanstalt | 1879–1882; 1911; 1920er Jahre                                                          |                                                                                                  | 29983        |                |
| 12699        | Holstenglacis 3 (Lage) | O   | Gefängnis                                                              | Untersuchungshaftanstalt | 1879–1882; 1911; 1920er Jahre                                                          |                                                                                                  | 29983        |                |
| 12700        | Holstenglacis 4 (Lage) | O   | Gefängnis                                                              | Untersuchungshaftanstalt | 1879–1882; 1911; 1920er Jahre                                                          |                                                                                                  | 29983        |                |
| 12701        | Holstenglacis 5 (Lage) | O   | Gefängnis                                                              | Untersuchungshaftanstalt | 1879–1882; 1911; 1920er Jahre                                                          |                                                                                                  | 29983        |                |
| 29190 (1381) | Holstenwall 1, 3, 5, 5a, Johannes-Brahms-Platz 1, Pilatuspool 2, 4 (Lage) | O   | Kontorhaus                                                             | Verwaltungsgebäude des Deutsch-Nationalen Handlungsgehilfenverbandes, ehem.; DAG-Haus, ehem. (Brahms-Kontor) | 1921–1922; 1929–1931                                                                   | Sckopp & Vortmann (Sckopp, Ferdinand/Vortmann, Wilhelm)                                          |              | weitere Bilder |
| 12623        | Holstenwall nördlich von Nr. 3, Sievekingplatz östlich von Nr. 1 (Lage) | O   | Denkmalanlage (Reiterstandbild mit vier weiteren Figuren (Allegorien)) | Ensemble Große Wallanlagen mit Parkfläche, Teehaus und Kaiser-Wilhelm-Denkmal | 1903                                                                                   | Schilling, Johannes                                                                              |              | weitere Bilder |
| 12702        | Holstenwall 6 (Lage) | O   | Heim, Kinderheim                                                       | Kinderbewahranstalt von 1852 | 1904                                                                                   | Behr & Eckmann (Behr, Hermann/Eckmann, Alfred)                                                   |              | weitere Bilder |
| 12703        | Holstenwall 12, 12a (Lage) | O   | Verwaltungsgebäude                                                     | Gewerbehaus, Sitz der Handwerkskammer | 1912–1915                                                                              | Schumacher, Fritz                                                                                |              | weitere Bilder |
| 12704        | Holstenwall 14, 15 (Lage) | O   | Schulanlage (Schulgebäude; Turnhalle)                                  | Volksschule Enkeplatz (Staatliche Handelsschule Holstenwall H14, nördlicher Teil) | 1901/02; 1902/03 (Erweiterung)                                                         | Zimmermann, Carl Johann Christian (mit Lubbe, Paul (Planverfasser); Noakes (Erweiterung 1902/03) |              | weitere Bilder |
| 12705 (1724) | Holstenwall 16, 17 (Lage) | O   | Schulgebäude                                                           | Volksschule Peterstraße (Staatliche Handelsschule Holstenwall H14, südlicher Teil) | 1904–1906                                                                              | Erbe, Albert                                                                                     |              | weitere Bilder |
| 12706        | Holstenwall 18 (Lage) | O   | Stift                                                                  | Heinesches Wohnstift | 1901                                                                                   | Haller & Geißler (Haller, Martin/Geißler, Hermann)                                               |              | weitere Bilder |
| 12707 (1684) | Holstenwall 19 (Lage) | O   | Innungshaus                                                            | | 1899                                                                                   |                                                                                                  |              |                |
| 29302 (559)  | Holstenwall 24 (Lage) | O   | Museumsgebäude                                                         | Museum für hamburgische Geschichte, Museumsgebäude einschließlich der außen und innen eingebauten Dokumente hamburgischer Bau- und Kunstgeschichte und der zum Museum gehörigen Schaustücke auf dem umgebenden Flurstück Nummer 1145 | 1914–1923                                                                              | Schumacher, Fritz                                                                                |              |                |
| 12024        | Holstenwall neben Nr. 24 (Lage) | O   | Denkmal                                                                | Kugel-Denkmal | 1878                                                                                   |                                                                                                  |              | weitere Bilder |
| 12711 (115)  | Holstenwall südlich von Nr. 24 (Lage) | O   | Denkmal                                                                | Repsold-Denkmal | 1832–1833                                                                              | de Chateauneuf, Alexis/Runge, Otto Sigismund                                                     |              | weitere Bilder |
| 13100        | Holstenwall südlich des Haupteingangs von Nr. 24 (Museum für Hamburgische Geschichte) (Lage) | O   | Grenzstein (Zunft)                                                     | | 1792                                                                                   |                                                                                                  |              | BW             |
| 13101        | Holstenwall südlich des Haupteingangs von Nr. 24 (Museum für Hamburgische Geschichte) (Lage) | O   | Grenzstein (Zunft)                                                     | | 1792                                                                                   |                                                                                                  |              | BW             |
| 12719        | Hütten 2 (Lage) | O   | Stift                                                                  | Abraham-Philipp-Schuldt-Stiftung | 1895–1896                                                                              | Fitschen, Hinrich                                                                                | 29973        |                |
| 12720        | Hütten 4 (Lage) | O   | Stift                                                                  | Abraham-Philipp-Schuldt-Stiftung | 1895–1896                                                                              | Fitschen, Hinrich                                                                                | 29973        |                |
| 12721        | Hütten 6 (Lage) | O   | Stift                                                                  | Abraham-Philipp-Schuldt-Stiftung | 1895–1896                                                                              | Fitschen, Hinrich                                                                                | 29973        |                |
| 12722        | Hütten 8 (Lage) | O   | Stift                                                                  | Abraham-Philipp-Schuldt-Stiftung | 1895–1896                                                                              | Fitschen, Hinrich                                                                                | 29973        |                |
| 12723        | Hütten 10 (Lage) | O   | Stift                                                                  | Abraham-Philipp-Schuldt-Stiftung | 1895–1896                                                                              | Fitschen, Hinrich                                                                                | 29973        |                |
| 12724        | Hütten 12 (Lage) | O   | Stift                                                                  | Abraham-Philipp-Schuldt-Stiftung | 1895–1896                                                                              | Fitschen, Hinrich                                                                                | 29973        |                |
| 11903        | Hütten 42 (Lage) | O   | Gefängnis                                                              | | 1858; 1889; 1926                                                                       | Forsmann, Franz Gustav                                                                           |              | weitere Bilder |
| 29985        | Hütten 82, 83, 84, 85, 86, 87 (Lage) | E   |                                                                        | Hütten 82-87 |                                                                                        |                                                                                                  | 29985        |                |
| 12713        | Hütten 82 (Lage) | O   | Wohnhaus                                                               | | 1896–1897                                                                              | Findeisen, H.                                                                                    | 29985        |                |
| 12714        | Hütten 83 (Lage) | O   | Wohnhaus                                                               | | 1896–1897                                                                              | Findeisen, H.                                                                                    | 29985        | BW             |
| 12715        | Hütten 84 (Lage) | O   | Wohnhaus                                                               | | 1794-1795                                                                              |                                                                                                  | 29985        |                |
| 12716        | Hütten 85 (Lage) | O   | Wohnhaus                                                               | | 1910                                                                                   | Kahl & Endresen (Kahl, Richard/Endresen, Ludwig)                                                 | 29985        |                |
| 12717        | Hütten 86 (Lage) | O   | Wohnhaus                                                               | | 1910                                                                                   | Kahl & Endresen (Kahl, Richard/Endresen, Ludwig)                                                 | 29985        |                |
| 12718        | Hütten 87 (Lage) | O   | Wohnhaus                                                               | | 1910                                                                                   | Kahl & Endresen (Kahl, Richard/Endresen, Ludwig)                                                 | 29985        |                |
| 11997        | Johannes-Brahms-Platz 12 (Lage) | O   | Bürogebäude                                                            | | 1956–1959                                                                              | Jönsson, Hans                                                                                    | 30018        |                |
| 11998        | Johannes-Brahms-Platz 14 (Lage) | O   | Bürogebäude                                                            | | 1956–1959                                                                              | Jönsson, Hans                                                                                    | 30018        | BW             |
| 30003        | Jungfernstieg 7, Neuer Wall 1, 3, 5 | E   |                                                                        | Alsterarkaden / Jungfernstieg / Neuer Wall |                                                                                        |                                                                                                  | 30003        |                |
| 12773 (339)  | Jungfernstieg 7 (Lage) | O   | Geschäftshaus                                                          | | 1843–1846; 1903–1904; 1930er Jahre; 1951                                               |                                                                                                  | 29944, 29927 |                |
| 12026        | Jungfernstieg 14 (Lage) | O   | Geschäftshaus                                                          | | 1962/64                                                                                | Schramm & Elingius (Elingius, Jürgen/Peters, Harald/Schramm, Gottfried/Schramm, Jost)            | 29927        |                |
| 12774 (1361) | Jungfernstieg 34 (Lage) | O   | Wohngeschäftshaus                                                      | Heine-Haus | 1903                                                                                   | Bahre, Ricardo                                                                                   | 29927        | weitere Bilder |
| 12775        | Jungfernstieg 38 (Lage) | O   | Geschäftshaus                                                          | Streit´s Haus | 1956                                                                                   | Schramm & Elingius (Elingius, Jürgen/Schramm, Gottfried)                                         | 29927        |                |
| 12776        | Jungfernstieg 44 (Lage) | O   | Wohngeschäftshaus                                                      | | 1862; 1932                                                                             | Koppel, Max, Huster, Paul (Fassade 1932)                                                         |              |                |
| 30004        | Jungfernstieg 48, 49, 50 (Lage) | E   |                                                                        | Jungfernstieg 48-50 |                                                                                        |                                                                                                  | 30004        |                |
| 12777        | Jungfernstieg 48 (Lage) | O   | Etagengeschäftshaus                                                    | | 1870, um                                                                               |                                                                                                  | 30004        | weitere Bilder |
| 12778        | Jungfernstieg 49 (Lage) | O   | Kontorhaus                                                             | Wrangelhaus | 1913/14                                                                                | Lindhorst, Albert/Lindhorst, Walter                                                              | 30004        |                |
| 12779 (706)  | Jungfernstieg 50 (Lage) | O   | Wohngeschäftshaus                                                      | | 1878–1879                                                                              | Grotjan, Johannes Martin Friedrich                                                               | 30004        |                |
| 12780        | Jungfernstieg 51 (Lage) | O   | Kontorhaus                                                             | Prien-Haus | 1935                                                                                   | Elinigius & Schramm (Elingius, Erich/Schramm, Gottfried)/Höger, Hermann                          | 29927        |                |
| 29303 (1034) | Jungfernstieg 54 (Lage) | O   | Gaststätte                                                             | Alsterpavillon | 1952/1953                                                                              | Streb, Ferdinand                                                                                 | 29927        |                |
| 12781 (1115) | Jungiusstraße 2 (Lage) | O   | Postgebäude                                                            | Oberpostdirektion, ehem. | 1883–1887; 1898–1901; 1918–1929                                                        |                                                                                                  | 29978        |                |
| 29191        | Jungiusstraße 6, 8, Marseiller Straße 7 (Lage) | O   | Institutsgebäude                                                       | Botanisches Institut | 1904–1906                                                                              | Erbe, Albert                                                                                     |              | weitere Bilder |
| 44893        | Kaiser-Wilhelm-Straße (ohne Nr.) (Lage) | O   | Versorgungstunnel                                                      | Leitungstunnel | 1892/1893                                                                              | Meyer, Franz Andreas                                                                             |              |                |
| 11999        | Kaiser-Wilhelm-Straße 100 (Lage) | O   | Bürogebäude                                                            | | 1956–1959                                                                              | Jönsson, Hans                                                                                    | 30018        |                |
| 12795        | Kohlhöfen 29 (Lage) | O   | Wohngeschäftshaus                                                      | | 1899/1900                                                                              | Heidtmann, A./Engel, L.                                                                          | 30006        |                |
| 30006        | Kohlhöfen 29, Kurze Straße 32, 33, 34 | E   |                                                                        | Kohlhöfen / Kurze Straße |                                                                                        |                                                                                                  | 30006        |                |
| 12834        | Kurze Straße 32 (Lage) | O   | Wohngeschäftshaus                                                      | | 1899                                                                                   | Heidtmann, A./Engel, L.                                                                          | 30006        |                |
| 12835        | Kurze Straße 33 (Lage) | O   | Wohngeschäftshaus                                                      | | 19. Jh., 2. Hälfte                                                                     |                                                                                                  | 30006        |                |
| 12836        | Kurze Straße 34 (Lage) | O   | Wohngeschäftshaus                                                      | | 19. Jh., 2. Hälfte                                                                     |                                                                                                  | 30006        |                |
| 12096        | Markusstraße 2 (Lage) | O   | Wohnhaus                                                               | | 18. Jh.                                                                                |                                                                                                  |              |                |
| 12094        | Markusstraße 3 (Lage) | O   | Speicher                                                               | | 1872                                                                                   |                                                                                                  |              |                |
| 12095        | Markusstraße 9 (Lage) | O   | Wohngebäude (Vorderhaus, Wohnterrasse)                                 | | 1876/77                                                                                | Bartsch, B. J. A.                                                                                | 30009        |                |
| 30009        | Markusstraße 9, 9a | E   |                                                                        | Markusstraße 9, 9a |                                                                                        |                                                                                                  | 30009        |                |
| 12016        | Markusstraße 9a (Lage) | O   | Wohngebäude (Hinterhaus, Wohnterrasse)                                 | | 1876/77 (vermutl.)                                                                     | Bartsch, B. J. A. (vermutl.)                                                                     | 30009        | BW             |
| 39106 (1132) | Marseiller Straße im Alten Botanischen Garten (Lage) | O   | Terrassen                                                              | Mittelmeerterrassen | 1962–1963                                                                              | Hermkes, Bernhard/Becker, Gerhart                                                                | 39105        |                |
| 39107 (1132) | Marseiller Straße im Alten Botanischen Garten (Lage) | O   | Gewächshäuser                                                          | Gewächshäuser im Alten Botanischen Garten | 1962–63                                                                                | Hermkes, Bernhard/Becker, Gerhart                                                                | 39105        |                |
| 12115 (33)   | Millerntordamm 2 (Lage) | O   | Wachgebäude                                                            | | 1819/20                                                                                | Wimmel, Carl Ludwig                                                                              |              |                |
| 12116 (1616) | Neue ABC-Straße 1 (Lage) | O   | Wohnhaus (mit Laden)                                                   | | 1830, um                                                                               |                                                                                                  | 29972        |                |
| 12117 (1616) | Neue ABC-Straße 2 (Lage) | O   | Wohnhaus (mit Laden)                                                   | | 1830, um                                                                               |                                                                                                  | 29972        |                |
| 12118 (1616) | Neue ABC-Straße 3 (Lage) | O   | Wohnhaus (mit Laden)                                                   | | 1830, um                                                                               |                                                                                                  | 29972        |                |
| 12119 (1616) | Neue ABC-Straße 4 (Lage) | O   | Wohnhaus (mit Laden)                                                   | | 1830, um                                                                               |                                                                                                  | 29972        |                |
| 12120 (1616) | Neue ABC-Straße 5 (Lage) | O   | Wohnhaus (mit Laden)                                                   | | 1830, um                                                                               |                                                                                                  | 29972        |                |
| 12121 (1616) | Neue ABC-Straße 6 (Lage) | O   | Wohnhaus (mit Laden)                                                   | | 1830, um                                                                               |                                                                                                  | 29972        |                |
| 12122 (1616) | Neue ABC-Straße 7 (Lage) | O   | Wohnhaus (mit Laden)                                                   | | 1830, um                                                                               |                                                                                                  | 29972        |                |
| 12123        | Neue ABC-Straße 8 (Lage) | O   | Kontorhaus                                                             | | 1904                                                                                   | Foßhag, Edgar                                                                                    |              |                |
| 12025 (568)  | Neue ABC-Straße 11 (Lage) | O   | Verwaltungsgebäude                                                     | Finanzbehörde | 1919–1926                                                                              | Schumacher, Fritz                                                                                | 29982        |                |
| 12315 (568)  | Neue ABC-Straße 13 (Lage) | O   | Verwaltungsgebäude                                                     | Finanzbehörde | 1919–1926                                                                              | Schumacher, Fritz                                                                                | 29982        |                |
| 12124 (574)  | Neuer Jungfernstieg 5 (Lage) | O   | Etagengeschäftshaus                                                    | | 1877/79                                                                                | Elvers & Martens (Elvers, Carl/Martens, Walter)                                                  | 29927, 29951 |                |
| 12633        | Neuer Jungfernstieg 6, 6a (Lage) | O   | Geschäftshaus                                                          | | 1830, ca.; 1889 (Umbau), vermutl.); 1949 (Modernisierung)                              |                                                                                                  | 29927        |                |
| 12125        | Neuer Jungfernstieg 7 (Lage) | O   | Geschäftshaus                                                          | | 1830, um (vermutl.); 1923 (Umbau) und Zusammenlegung mit Nr. 8), 1950 (Modernisierung) |                                                                                                  | 29927        |                |
| 12126        | Neuer Jungfernstieg 8 (Lage) | O   | Geschäftshaus                                                          | | 1830, um (vermutl.); 1923 (Umbau) und Zusammenlegung mit Nr. 7), 1950 (Modernisierung) |                                                                                                  | 29927        |                |
| 12127        | Neuer Jungfernstieg 9 (Lage) | O   | Hotel                                                                  | Hotel Vier Jahreszeiten | 1897; 1950er Jahre                                                                     |                                                                                                  | 29927        | weitere Bilder |
| 29193        | Neuer Jungfernstieg 10, 14 (Lage) | O   | Hotel                                                                  | Hotel Vier Jahreszeiten | 1897; 1950er Jahre                                                                     |                                                                                                  | 29927        |                |
| 12128 (1664) | Neuer Jungfernstieg 15 (Lage) | O   | Wohnhaus (Geschäftshaus (nach Umnutzung))                              | Rudolph-Schröder-Haus | 1830, um; 1950er Jahre (Umbau)                                                         |                                                                                                  | 29927        |                |
| 12635 (1664) | Neuer Jungfernstieg 16 (Lage) | O   | Hotel (Geschäftshaus (nach Umnutzung))                                 | | 1906; 1914; 1953                                                                       | Boswau & Knauer; Jacobssen, Richard; Gutschow, Konstanty                                         | 29927        |                |
| 12634        | Neuer Jungfernstieg 17 (Lage) | O   | Geschäftshaus                                                          | | 2005                                                                                   |                                                                                                  | 29927        |                |
| 12838 (1664) | Neuer Jungfernstieg 17a (Lage) | O   | Wohnhaus                                                               | | 1842                                                                                   |                                                                                                  | 29927        |                |
| 12839 (332)  | Neuer Jungfernstieg 19 (Lage) | O   | Wohngeschäftshaus                                                      | Amsinck-Palais | 1831–1833                                                                              | Forsmann, Franz Gustav                                                                           | 29927        | weitere Bilder |
| 12938        | Neuer Jungfernstieg auf der Terrasse an der Westecke des Binnenalsterbeckens (Lage) | O   | Skulptur                                                               | Skulptur „Windsbraut“ | 1968                                                                                   | Ruwoldt, Martin                                                                                  | 29927        | weitere Bilder |
| 12840 (669)  | Neuer Jungfernstieg vor Nr. 20 (Lage) | O   | Plastik                                                                | | 1979                                                                                   | Zuniga, Francisco                                                                                |              |                |
| 14549        | Neuer Wall 1 (Lage) | O   | Geschäftshaus                                                          | | 1904                                                                                   |                                                                                                  | 29944, 29927 |                |
| 12378        | Neuer Wall 2 (Lage) | O   | Geschäftshaus                                                          | | 1968/70; 21. Jh.                                                                       | Köhler, Günter                                                                                   | 29927        |                |
| 14765        | Neuer Wall 3 (Lage) | O   | Geschäftshaus                                                          | | 1904                                                                                   |                                                                                                  | 29944, 29927 |                |
| 14767        | Neuer Wall 5 (Lage) | O   | Geschäftshaus                                                          | | 1904                                                                                   |                                                                                                  | 29944, 29927 |                |
| 12372        | Neuer Wall 11 (Lage) | O   | Wohngeschäftshaus                                                      | | 1845, um (Umbau); 1880er Jahre                                                         |                                                                                                  | 29944        |                |
| 12373        | Neuer Wall 13 (Lage) | O   | Wohngeschäftshaus                                                      | | 1845, um (Umbau); 1880er Jahre                                                         |                                                                                                  | 29944        |                |
| 12374        | Neuer Wall 15 (Lage) | O   | Kontorhaus                                                             | Ostindienhaus | 1906–1907 (Umbau)                                                                      | Friedheim, Ernst                                                                                 | 29944        |                |
| 12375        | Neuer Wall 17 (Lage) | O   | Wohngeschäftshaus                                                      | | 1845, um; 1880er Jahre (Umbau); 1920er Jahre (Umbau)                                   |                                                                                                  | 29944        |                |
| 12376        | Neuer Wall 19 (Lage) | O   | Fassade; Treppenhaus                                                   | Fahning-Haus | 1905–1906                                                                              | Grotjan, Johannes Martin Friedrich                                                               | 29944        |                |
| 29197        | Neuer Wall 24, Poststraße 1, 3, 7 (Lage) | O   | Kontorhaus                                                             | Leopoldshof | 1903–04                                                                                | Bahre, Ricardo                                                                                   |              |                |
| 12379        | Neuer Wall 26, 28 (Lage) | O   | Kontorhaus                                                             | Pinçon-Haus | 1903–1904                                                                              | Frejtag & Wurzbach (Frejtag, Leon/Wurzbach, Hermann)                                             |              |                |
| 12380        | Neuer Wall 32 (Lage) | O   | Kontorhaus                                                             | | 1910/11                                                                                | Frejtag & Elingius (Frejtag, Leon/Elingius, Erich)                                               |              |                |
| 12316        | Neuer Wall 41 (Lage) | O   | Kontorhaus                                                             | | 1951–1958                                                                              | Nissen, Godber                                                                                   | 29945        |                |
| 12147        | Neuer Wall 44 (Lage) | O   | Kontorhaus                                                             | Haus Kirsten | 1908                                                                                   | Löwengard, Alfred                                                                                |              |                |
| 14777        | Neuer Wall 72 (Lage) | O   | Kontorhaus                                                             | Paulsenhaus | 1907/08; 1947/49 (Teilwiederaufbau); 1950 (Wiederaufbau)                               | Meyer, Claus; Elingius & Schramm (1950)                                                          |              |                |
| 12377        | Neuer Wall 73, 75 (Lage) | O   | Kontorhaus                                                             | Bürgermeisterhaus | 1912                                                                                   |                                                                                                  |              | weitere Bilder |
| 12148 (64)   | Neuer Wall 86 (Lage) | O   | Wohngebäude (Palais) (Verwaltungsgebäude (nach Wiederaufbau))          | Görtz-Palais | 1710; 1776; 1814; 1887–1891; 1953–1954                                                 | Kuhn, Johann Nicolaus; Fischer, Carl Friedrich/Hebebrand, Werner (1953–1954)                     | 29958        | weitere Bilder |
| 12149 (64)   | Neuer Wall 88 (Lage) | O   | Verwaltungsgebäude                                                     | | 1888–1892                                                                              | Zimmermann, Carl Johann Christian                                                                | 29958        |                |
| 12841        | Neuer Wall gegenüber von Nr. 86 (Lage) | O   | Denkmal                                                                | Denkmal für Bürgermeister Carl Friedrich Petersen | 1892                                                                                   | Tilgner, Viktor                                                                                  |              | weitere Bilder |
| 30013        | Neumayerstraße 1, 2, 3, 4, 5, 6, 7, Seewartenstraße 2, 4, 6, Zeughausstraße 12, 14, 16, 18 (Lage) | E   |                                                                        | Abraham-Philipp-Schuldt-Stift Neumayerstraße |                                                                                        |                                                                                                  | 30013        |                |
| 12842        | Neumayerstraße 1 (Lage) | O   | Etagenhaus                                                             | Abraham-Philipp-Schuldt-Stift | 1900/01                                                                                | Fitschen, Hinrich                                                                                | 30013        |                |
| 12843        | Neumayerstraße 2 (Lage) | O   | Etagenhaus                                                             | Abraham-Philipp-Schuldt-Stift | 1900/01                                                                                | Fitschen, Hinrich                                                                                | 30013        |                |
| 12844        | Neumayerstraße 3 (Lage) | O   | Etagenhaus                                                             | Abraham-Philipp-Schuldt-Stift | 1900/01                                                                                | Fitschen, Hinrich                                                                                | 30013        |                |
| 12845        | Neumayerstraße 4 (Lage) | O   | Etagenhaus                                                             | Abraham-Philipp-Schuldt-Stift | 1900/01                                                                                | Fitschen, Hinrich                                                                                | 30013        |                |
| 12846        | Neumayerstraße 5 (Lage) | O   | Etagenhaus                                                             | Abraham-Philipp-Schuldt-Stift | 1900/01                                                                                | Fitschen, Hinrich                                                                                | 30013        |                |
| 12847        | Neumayerstraße 6 (Lage) | O   | Etagenhaus                                                             | Abraham-Philipp-Schuldt-Stift | 1900/01                                                                                | Fitschen, Hinrich                                                                                | 30013        |                |
| 12848        | Neumayerstraße 7 (Lage) | O   | Etagenhaus                                                             | Abraham-Philipp-Schuldt-Stift | 1900/01                                                                                | Fitschen, Hinrich                                                                                | 30013        |                |
| 30105        | Peterstraße 39, 39a, 39b, 39c (Lage) | E   |                                                                        | Peterstraße 39-39c |                                                                                        |                                                                                                  | 30105        |                |
| 13677 (225)  | Peterstraße 39 (Lage) | O   | Wohnhaus                                                               | Beyling-Stift | 1751; 1760–1770                                                                        | Oelckers, Wilhelm Gottfried                                                                      | 30105        |                |
| 13678 (225)  | Peterstraße 39a (Lage) | O   | Wohnhaus                                                               | Beyling-Stift | 1751; 1760–1770                                                                        | Oelckers, Wilhelm Gottfried                                                                      | 30105        |                |
| 13679 (225)  | Peterstraße 39b (Lage) | O   | Wohnhaus                                                               | Beyling-Stift | 1751; 1760–1770                                                                        | Oelckers, Wilhelm Gottfried                                                                      | 30105        | BW             |
| 13680 (225)  | Peterstraße 39c (Lage) | O   | Wohnhaus                                                               | Beyling-Stift | 1751; 1760–1770                                                                        | Oelckers, Wilhelm Gottfried                                                                      | 30105        |                |
| 30019        | Pilatuspool 1, 3, 5, 5a, 7, 7a, 9, 11, 11a, Poolstraße 30, 31, 32, 34, 36 (Lage) | E   |                                                                        | Pilatuspool / Poolstraße |                                                                                        |                                                                                                  | 30019        | BW             |
| 13681 (1520) | Pilatuspool 1 (Lage) | O   | Wohngeschäftshaus                                                      | | 1910                                                                                   | Schröder, F. A. B.                                                                               | 30019        |                |
| 13682 (1520) | Pilatuspool 3 (Lage) | O   | Wohngeschäftshaus                                                      | | 1910                                                                                   | Schröder, F. A. B.                                                                               | 30019        |                |
| 13683 (1520) | Pilatuspool 5 (Lage) | O   | Wohngeschäftshaus                                                      | | 1910                                                                                   | Schröder, F. A. B.                                                                               | 30019        |                |
| 14755 (1520) | Pilatuspool 5a (Lage) | O   | Hinterhaus                                                             | | 1910                                                                                   | Schröder, F. A. B.                                                                               | 30019        | BW             |
| 13684 (1520) | Pilatuspool 7 (Lage) | O   | Wohngeschäftshaus                                                      | | 1910                                                                                   | Schröder, F. A. B.                                                                               | 30019        |                |
| 12017 (1520) | Pilatuspool 7a (Lage) | O   | Gewerbebau; Wohngebäude (Hinterhaus)                                   | | 1910                                                                                   | Schröder, F. A. B.                                                                               | 30019        |                |
| 13685 (1520) | Pilatuspool 9 (Lage) | O   | Wohngeschäftshaus                                                      | | 1910                                                                                   | Schröder, F. A. B.                                                                               | 30019        |                |
| 13686 (1520) | Pilatuspool 11 (Lage) | O   | Wohngeschäftshaus                                                      | | 1910                                                                                   | Schröder, F. A. B.                                                                               | 30019        |                |
| 12018 (1520) | Pilatuspool 11a (Lage) | O   | Hinterhaus                                                             | | 1910                                                                                   | Schröder, F. A. B.                                                                               | 30019        |                |
| 13687        | Pilatuspool 14 (Lage) | O   | Stift                                                                  | Abraham-Philipp-Schuldt-Stiftung | 1895–1896                                                                              | Fitschen, Hinrich                                                                                | 29973        |                |
| 13688        | Pilatuspool 16 (Lage) | O   | Stift                                                                  | Abraham-Philipp-Schuldt-Stiftung | 1895–1896                                                                              | Fitschen, Hinrich                                                                                | 29973        |                |
| 13689        | Pilatuspool 18 (Lage) | O   | Stift                                                                  | Abraham-Philipp-Schuldt-Stiftung | 1895–1896                                                                              | Fitschen, Hinrich                                                                                | 29973        |                |
| 13690        | Pilatuspool 20 (Lage) | O   | Stift                                                                  | Abraham-Philipp-Schuldt-Stiftung | 1895–1896                                                                              | Fitschen, Hinrich                                                                                | 29973        |                |
| 13691        | Pilatuspool 22 (Lage) | O   | Stift                                                                  | Abraham-Philipp-Schuldt-Stiftung | 1895–1896                                                                              | Fitschen, Hinrich                                                                                | 29973        |                |
| 13692        | Pilatuspool 24 (Lage) | O   | Stift                                                                  | Abraham-Philipp-Schuldt-Stiftung | 1895–1896                                                                              | Fitschen, Hinrich                                                                                | 29973        |                |
| 13706 (1520) | Poolstraße 30 (Lage) | O   | Wohngeschäftshaus                                                      | | 1910                                                                                   | Schröder, F. A. B.                                                                               | 30019        |                |
| 13707 (1520) | Poolstraße 31 (Lage) | O   | Wohngeschäftshaus                                                      | | 1910                                                                                   | Schröder, F. A. B.                                                                               | 30019        | BW             |
| 13708 (1520) | Poolstraße 32 (Lage) | O   | Wohngeschäftshaus                                                      | | 1910                                                                                   | Schröder, F. A. B.                                                                               | 30019        |                |
| 13709 (1520) | Poolstraße 34 (Lage) | O   | Wohngeschäftshaus                                                      | | 1910                                                                                   | Schröder, F. A. B.                                                                               | 30019        |                |
| 12019 (1520) | Poolstraße 36 (Lage) | O   | Wohngeschäftshaus                                                      | | 1910                                                                                   | Schröder, F. A. B.                                                                               | 30019        |                |
| 13710        | Poolstraße 41 (Lage) | O   | Etagengeschäftshaus                                                    | | 19. Jh., 2. Hälfte                                                                     |                                                                                                  |              |                |
| 13711        | Poolstraße 42, 43 (Lage) | O   | Etagengeschäftshaus                                                    | | 1880, um                                                                               | nicht ermittelbar                                                                                |              |                |
| 12850        | Poststraße 14, 16 (Lage) | O   | Kontorhaus                                                             | Streit’s Hof | 1908–1909                                                                              | Frejtag & Elingius (Frejtag, Leon/Elingius, Erich)                                               |              |                |
| 39123        | Poststraße 17, 19, 21, 23, 25, 27, 29, 31, 33, 35, 37 (Lage) | E   |                                                                        | Poststraße 17/37 |                                                                                        |                                                                                                  | 39123        |                |
| 29211        | Poststraße 17, 19 (Lage) | O   | Kontorhaus                                                             | Australhaus | 1903–06                                                                                | Frejtag & Wurzbach (Frejtag, Leon/Wurzbach, Hermann)                                             | 39123        | weitere Bilder |
| 12851        | Poststraße 20 (Lage) | O   | Druckerei                                                              | | 1913/14                                                                                | Schrader, Gustav                                                                                 |              |                |
| 39124        | Poststraße 21, 23 (Lage) | O   | Kontorhaus                                                             | Barnbrockhaus | 1906                                                                                   | Bahre, Ricardo                                                                                   | 39123        |                |
| 12852        | Poststraße 22 (Lage) | O   | Wohngeschäftshaus                                                      | | 1880, um                                                                               |                                                                                                  |              |                |
| 39125        | Poststraße 25, 27 (Lage) | O   | Kontorhaus                                                             | Henneberghaus | 1907                                                                                   | Meyer, Claus                                                                                     | 39123        |                |
| 39126        | Poststraße 29, 31 (Lage) | O   | Kontorhaus                                                             | Ottoburg | 1907                                                                                   | Kaune, Heinrich                                                                                  | 39123        |                |
| 39127        | Poststraße 33 (Lage) | O   | Kontorhaus                                                             | | 1913                                                                                   | Christens, C. F.                                                                                 | 39123        |                |
| 39129        | Poststraße 35 (Lage) | O   | Wohn- und Geschäftshaus                                                | | 1878–80                                                                                |                                                                                                  | 39123        |                |
| 12853        | Poststraße 36 (Lage) | O   | Kontorhaus                                                             | Klopstockhaus | 1908                                                                                   | Meyer, Claus                                                                                     |              |                |
| 39128        | Poststraße 37 (Lage) | O   | Kontorhaus                                                             | Körnerhaus | 1904–05                                                                                | Kaune, Heinrich                                                                                  | 39123        | weitere Bilder |
| 14753        | Poststraße o.Nr. (Lage) | O   | Fleet                                                                  | Bleichenfleet | 1547                                                                                   |                                                                                                  |              | weitere Bilder |
| 12616 (346)  | Schleusenbrücke 10 (Lage) | O   | Fassade                                                                | Fahning-Haus | 1846/47; 1897/98 (Umbau)                                                               |                                                                                                  | 29944        |                |
| 12617        | Seewartenstraße 2 (Lage) | O   | Etagenhaus                                                             | Abraham-Philipp-Schuldt-Stift | 1900/01                                                                                | Fitschen, Hinrich                                                                                | 30013        |                |
| 12618        | Seewartenstraße 4 (Lage) | O   | Etagenhaus                                                             | Abraham-Philipp-Schuldt-Stift | 1900/01                                                                                | Fitschen, Hinrich                                                                                | 30013        |                |
| 12619        | Seewartenstraße 6 (Lage) | O   | Etagenhaus                                                             | Abraham-Philipp-Schuldt-Stift | 1900/01                                                                                | Fitschen, Hinrich                                                                                | 30013        |                |
| 30014        | Sievekingplatz 1, 2, 3, o.Nr. (Lage) | E   |                                                                        | Justizforum Gerichtsgebäude Sievekingplatz |                                                                                        |                                                                                                  | 30014        | weitere Bilder |
| 12620        | Sievekingplatz 1 (Lage) | O   | Gerichtsgebäude                                                        | Ziviljustizgebäude | 1898–1903; 1930                                                                        | Zimmermann, Carl Johann Christian; Ranck, Johann Christoph Otto                                  | 30014        | weitere Bilder |
| 12621        | Sievekingplatz 2 (Lage) | O   | Gerichtsgebäude                                                        | Hanseatisches Oberlandesgericht | 1907–1912                                                                              | Lundt & Kallmorgen (Lundt, Werner/Kallmorgen, Georg)                                             | 30014        | weitere Bilder |
| 12622        | Sievekingplatz 3 (Lage) | O   | Gerichtsgebäude                                                        | Strafjustizgebäude | 1879–1882; 1895–1896; 1911–1914                                                        | Zimmermann, Carl Johann Christian                                                                | 30014        | weitere Bilder |
| 12710        | Sievekingplatz o.Nr. (Lage) | O   | Stadtplatz/Parkanlage                                                  | Sievekingplatz | 1970er Jahre                                                                           |                                                                                                  | 29100, 30014 | weitere Bilder |
| 13098        | Sievekingplatz vor dem Oberlandesgericht (Lage) | O   | Brunnenskulpturen                                                      | Skulpturen „Technik, Handel, Industrie“, „Bremen, Hamburg, Lübeck“, „Streit“ und „Frieden“ | 1912                                                                                   | Bock, Arthur                                                                                     |              | weitere Bilder |
| 29074 (1277) | Speckstraße 83 (Lage) | O   | Etagenhaus                                                             | | 1886, ca.                                                                              | Feindt, Carl                                                                                     | 29957        |                |
| 29075 (1277) | Speckstraße 85 (Lage) | O   | Etagenhaus                                                             | | 1886, ca.                                                                              | Feindt, Carl                                                                                     | 29957        |                |
| 29076 (1277) | Speckstraße 87 (Lage) | O   | Etagenhaus                                                             | | 1886, ca.                                                                              | Feindt, Carl                                                                                     | 29957        |                |
| 12022        | Speckstraße Ecke Caffamacherreihe (Lage) | O   | Denkmal                                                                | Denkmal für Johannes Brahms | 1958                                                                                   |                                                                                                  |              |                |
| 12625 (64)   | Stadthausbrücke 4 (Lage) | O   | Verwaltungsgebäude                                                     | | 1888–1892                                                                              | Zimmermann, Carl Johann Christian                                                                | 29958        |                |
| 12626 (64)   | Stadthausbrücke 8 (Lage) | O   | Verwaltungsgebäude                                                     | | 1910–1912                                                                              | Schumacher, Fritz/Erbe, Albert                                                                   | 29958        |                |
| 14982 (64)   | Stadthausbrücke 10 (Lage) | O   | Verwaltungsgebäude                                                     | | 1899                                                                                   | Zimmermann, Carl Johann Christian                                                                | 29958        |                |
| 12627        | Stadthausbrücke 12 (Lage) | O   | Geschäftshaus                                                          | | 1955, um                                                                               |                                                                                                  |              |                |
| 11931 (1115) | Stephansplatz 1 (Lage) | O   | Postgebäude                                                            | Oberpostdirektion, ehem. | 1883–1887; 1898–1901; 1918–1929                                                        |                                                                                                  | 29978        |                |
| 11932 (1115) | Stephansplatz 3 (Lage) | O   | Postgebäude                                                            | Oberpostdirektion, ehem. | 1883–1887; 1898–1901; 1918–1929                                                        |                                                                                                  | 29978        |                |
| 11985 (1115) | Stephansplatz 5 (Lage) | O   | Postgebäude                                                            | Oberpostdirektion, ehem. | 1883–1887; 1898–1901; 1918–1929                                                        |                                                                                                  | 29978        |                |
| 12020        | Stephansplatz am Eingang zum Alten Botanischen Garten (Lage) | O   | Plastik                                                                | Bronze „Liegende“ | 1977                                                                                   | Augustin, Edgar                                                                                  |              |                |
| 29196 (645)  | Thielbek 12, 13, 14 (Lage) | O   | Wohnhaus                                                               | | 1780, um                                                                               |                                                                                                  |              |                |
| 11990        | Thielbek 15 (Lage) | O   | Etagenhaus                                                             | | 1860, um                                                                               |                                                                                                  |              |                |
| 29073 (1277) | Valentinskamp 28a, 28b (Lage) | O   | Etagenhaus (Hinterhaus)                                                | | 1886, ca.                                                                              | Feindt, Carl                                                                                     | 29957        |                |
| 11992 (845)  | Valentinskamp 34 (Lage) | O   | Wohnhaus                                                               | | 18. Jh. (vermutl.)                                                                     |                                                                                                  |              |                |
| 11993 (1278) | Valentinskamp 34a (Lage) | O   | Fabrikgebäude                                                          | | 1899, um                                                                               |                                                                                                  |              |                |
| 30015        | Valentinskamp 35, 36, 37, 38, 38a, 38b, 38c, 38e, 38f, 39 (Lage) | E   |                                                                        | Schier's-Passage |                                                                                        |                                                                                                  | 30015        |                |
| 11994 (1100) | Valentinskamp 35 (Lage) | O   | Etagenhaus (Vorderhaus, Wohnpassage)                                   | Schier's-Passage | 1846–1865                                                                              |                                                                                                  | 30015        |                |
| 11995 (1100) | Valentinskamp 36 (Lage) | O   | Etagenhaus (Vorderhaus, Wohnpassage)                                   | Schier's-Passage | 1846–1865                                                                              |                                                                                                  | 30015        |                |
| 12049 (1100) | Valentinskamp 37 (Lage) | O   | Etagenhaus (Vorderhaus, Wohnpassage)                                   | Schier's-Passage | 1846–1865                                                                              |                                                                                                  | 30015        |                |
| 12050 (1100) | Valentinskamp 38 (Lage) | O   | Etagenhaus (Vorderhaus, Wohnpassage)                                   | Schier's-Passage | 1846–1865                                                                              |                                                                                                  | 30015        |                |
| 12051 (1100) | Valentinskamp 38a, 38e (Lage) | O   | Wohngebäude (Hinterhaus, Wohnpassage)                                  | Schier's-Passage | 1846–1865                                                                              |                                                                                                  | 30015        |                |
| 12052 (1100) | Valentinskamp 38b (Lage) | O   | Wohngebäude (Hinterhaus, Wohnpassage)                                  | Schier's-Passage | 1846–1865                                                                              |                                                                                                  | 30015        | BW             |
| 12053 (1100) | Valentinskamp 38c (Lage) | O   | Wohngebäude (Hinterhaus, Wohnpassage)                                  | Schier's-Passage | 1846–1865                                                                              |                                                                                                  | 30015        | BW             |
| 12054 (1100) | Valentinskamp 38f (Lage) | O   | Wohngebäude (Hinterhaus, Wohnpassage)                                  | Schier's-Passage | 1846–1865                                                                              |                                                                                                  | 30015        |                |
| 12055 (1100) | Valentinskamp 39 (Lage) | O   | Etagenhaus (Vorderhaus, Wohnpassage)                                   | Schier's-Passage | 1846–1865                                                                              |                                                                                                  | 30015        |                |
| 30016        | Valentinskamp 40, 41, 42 | E   |                                                                        | Tütge's Etablissement / ehemaliges Gebäude der Hamburger Volkszeitung |                                                                                        |                                                                                                  | 30016        |                |
| 12221 (1029) | Valentinskamp 40 (Lage) | O   | Veranstaltungsgebäude, Etablissement                                   | Gebäude der Hamburger Volkszeitung, ehem.; Tütge's Etablissement | 19. Jh.; 1927                                                                          |                                                                                                  | 30016        |                |
| 12222 (1029) | Valentinskamp 41 (Lage) | O   | Veranstaltungsgebäude, Etablissement                                   | Gebäude der Hamburger Volkszeitung, ehem.; Tütge's Etablissement | 19. Jh.; 1927                                                                          |                                                                                                  | 30016        |                |
| 12223 (1029) | Valentinskamp 42 (Lage) | O   | Veranstaltungsgebäude, Etablissement                                   | Gebäude der Hamburger Volkszeitung, ehem.; Tütge's Etablissement | 19. Jh.; 1927                                                                          |                                                                                                  | 30016        |                |
| 12304 (195)  | Zeughausmarkt 22 (Lage) | O   | Kirchengebäude                                                         | Englische Kirche | 1836–1838                                                                              | Schmidt, Ole Jörgen                                                                              |              | weitere Bilder |
| 12305 (639)  | Zeughausmarkt 32 (Lage) | O   | Schulgebäude                                                           | Stiftungsschule am Zeughausmarkt | 1914–1917                                                                              | Schumacher, Fritz                                                                                |              | weitere Bilder |
| 30017        | Zeughausmarkt 33, 34 (Lage) | E   |                                                                        | Zeughausmarkt 33, 34 |                                                                                        |                                                                                                  | 30017        |                |
| 12306 (578)  | Zeughausmarkt 33 (Lage) | O   | Wohnhaus                                                               | | 1830, um                                                                               |                                                                                                  | 30017        |                |
| 12307 (579)  | Zeughausmarkt 34 (Lage) | O   | Wohnhaus                                                               | | 1830, um                                                                               |                                                                                                  | 30017        |                |
| 12308        | Zeughausstraße 12 (Lage) | O   | Etagenhaus                                                             | Abraham-Philipp-Schuldt-Stift | 1900/01                                                                                | Fitschen, Hinrich                                                                                | 30013        |                |
| 12309        | Zeughausstraße 14 (Lage) | O   | Etagenhaus                                                             | Abraham-Philipp-Schuldt-Stift | 1900/01                                                                                | Fitschen, Hinrich                                                                                | 30013        |                |
| 12310        | Zeughausstraße 16 (Lage) | O   | Etagenhaus                                                             | Abraham-Philipp-Schuldt-Stift | 1900/01                                                                                | Fitschen, Hinrich                                                                                | 30013        |                |
| 12311        | Zeughausstraße 18 (Lage) | O   | Etagenhaus                                                             | Abraham-Philipp-Schuldt-Stift | 1900/01                                                                                | Fitschen, Hinrich                                                                                | 30013        |                |

## Ehemalige Kulturdenkmäler
| ID          | Adresse                 | Art | Typ         | Kurzbeschreibung | Datierung | Entwurf | Ensemble | Bild |
| ----------- | ----------------------- | --- | ----------- | ---------------- | --------- | ------- | -------- | ---- |
| 12567 (574) | Colonnaden o.Nr. (Lage) | O   | Pflasterung |                  | 19. Jh.   |         | 29951    | BW   |